# PC Player (magazine allemand)
Ne doit pas être confondu avec PC Player (magazine français).
PC Player est un magazine mensuel allemand consacré au jeu vidéo sur PC. Diffusé de 1992 à 2001, il est édité successivement par DMV-Verlag, WEKA Verlag et Future Verlag GmbH. En 1996, il s'agissait du magazine consacré au PC le plus vendu en Europe.